# 기이타나베역
기이타나베역(일본어: 紀伊田辺駅, きいたなべえき)은 일본 와카야마현 다나베시에 있는, 서일본 여객철도의 철도역이다. 기세이 본선이 지나가며, 기노쿠니 선 소속 열차들을 이용할 수 있다.
다나베 시의 대표역으로, 특급 《구로시오》를 비롯한 모든 정기여객열차의 필수 정차역이다. 한와 선에서 직결 운행하는 열차들은 모두 이 역까지만 운행한다. 기세이 본선 (기노쿠니 선) 안에서도 보통 열차의 운행 계통이 나뉘는 역으로, 아침 시간대의 스사미발 와카야마행 1편을 제외하고는 모두 기이타나베 역에서 회차 운행을 한다. 기이타나베 역에서 와카야마역까지는 복선 구간이다.

## 역 구조
지상역으로, 승강장은 단식 1면 1선과 섬식 1면 2선이 있다. 열차끼리의 교행이 가능하다. 역사는 단식 승강장 쪽에 있으며, 섬식 승강장과는 과선교로 이어져 있다. 역장이 배치된 서일본 여객철도 직영역으로, 기세이 본선 스사미역에서 이와시로역까지를 관리한다. 초록 창구와 자동발권기가 설치되어 있다. 렌터카를 운영하고 있다.

### 승강장
| 1 | ■ 기노쿠니 선 | 와카야마 · 덴노지 · 신오사카 · 교토(오사카 순환선) 방면 |
| 2 | ■ 기노쿠니 선 | 시라하마 · 구시모토 · 신구 방면                         |
| 3 | ■ 기노쿠니 선 | 와카야마 · 덴노지 · 신오사카 · 교토(오사카 순환선) 방면 |
| 3 | ■ 기노쿠니 선 | 시라하마 · 구시모토 · 신구 방면                         |

1번선과 2번선이 하행/상행 본선, 3번선은 양방향 부본선이다. 특급 열차들은 1번 승강장, 2번 승강장을 사용한다.

## 역세권 정보
다나베 시는 기이타나베 역전 광장을 중심으로 약 4억 1천만 엔을 들여 "도시재생정비계획"을 진행하고 있다. 일반 주차장의 이설을 통해 공간을 확보하고, 대중교통시설의 승차장을 정비하여 교통 혼잡을 해소하고 배리어프리에 맞춘 설비를 갖추는 계획이다.
- 다나베시청사
- 와카야마 현 경찰 다나베 경찰서 다나베 역전파출소
- FM TANABE 위성 스튜디오
- 기난 문화회관
- 오기가하마 해수욕장
- 구마노 옛길
- 미나카타 구마쿠스 묘
- 기요히메 묘
- 다나베 온천
- 고마타가와 온천

## 역사
- 1932년 11월 8일 - 일본국유철도의 역으로 개업하였다.
- 1987년 4월 1일 - 민영화에 따라 서일본 여객철도의 소속이 되었다.

## 인접역
| 서일본 여객철도 기세이 본선 | 서일본 여객철도 기세이 본선 | 서일본 여객철도 기세이 본선 |
| --------------------------- | --------------------------- | --------------------------- |
| 기이신조 신구 방면          | ■ 기노쿠니 선 보통          | 하야 와카야마 방면          |